# 戈韦尔纳多尔
戈韦尔纳多尔，是西班牙安达卢西亚自治区格拉纳达省的一个市镇。总面积23平方公里，
2001年普查人口總數為337人，人口密度為每平方公里15人。